# Proscyllium
Proscyllium (Synonym: Calliscyllium Tanaka, 1912) ist eine Gattung kleiner Haie aus der Familie Proscylliidae in der Ordnung der Grundhaie (Carcharhiniformes), die im tropischen Indopazifik von der Ostküste Afrikas und dem Golf von Aden im Westen bis Java im Osten und dem südöstlichen Japan im Norden vorkommt.

## Merkmale
Proscyllium-Arten haben einen schlanken Körper und werden 50 bis 60 cm lang. Der Kopf ist von oben oder unten gesehen glockenförmig. Die präorale Schnauzenlänge beträgt etwa 2/3 der Breite des Maules. Die vorderen Nasenöffnungen sind groß. Ihr Hinterrand liegt fast am Maul. Das Innere des Maules und die Ränder der Kiemenbögen sind mit Papillen besetzt. Der Ansatz der ersten Rückenflosse liegt deutlich hinter den Brustflossen. Die Basis der dieser Rückenflosse liegt näher an der Bauchflossenbasis als an den Brustflossenbasis. Der Afterflossenansatz liegt vor dem Beginn der zweiten Rückenflosse. Die Schwanzflosse ist kurz, breit und nicht bandartig. Der obere Rand der Schwanzflosse hat eine Länge von 17 bis 21 % der Gesamtlänge der Fische. Proscyllium-Arten haben auf Körper und Flossen ein Farbmuster aus kleinen bis großen dunkelbraunen Flecken, manchmal auch kleine weiße Flecken und undeutliche dunkle Sattelflecken.

## Arten
Die Gattung besteht aus zwei Arten.
- Graziler Katzenhai (Proscyllium habereri Hilgendorf, 1904)
- Proscyllium venustum (Tanaka, 1912) (möglicherweise ein Synonym von Proscyllium habereri[3])